# Seuil critique de fusion du papillotement
Le seuil critique de fusion du papillotement est la fréquence à laquelle un stimulus visuel discontinu est perçu comme complètement continu. Le seuil critique de fusion est lié à la persistance rétinienne.
Tant que la fréquence du stimulus est au-dessus du seuil de fusion, l'intensité perçue peut être modifiée en changeant les durées d'éclairement et d'obscurité : l’œil moyenne la sensation. C'est la loi de Plateau, dite de Plateau-Talbot dans le monde anglo-saxon (du nom du physicien Belge Joseph Plateau et de l'Anglais William Talbot).